# Avex
Avex (jap. エイベックス), eigentlich Avex Group Holdings K.K. (エイベックス・グループ・ホールディングス株式会社, Eibekkusu gurūpu hōrudingusu kabushiki kaisha), ist ein japanischer Unterhaltungskonzern und die gängige Bezeichnung für die Avex Group Holding Inc., welche auch als Avex Entertainment Corporation oder Avex Entertainment Inc. bekannt ist. Die „Avex Group“ ist mit der Unternehmensnummer 7860 an der Tokioter Börse im Nikkei-Index eingetragen.
Bekannt ist „Avex“ vor allem für das Musiklabel avex trax (jap. エイベックス トラックス), aus welchem der Konzern entstanden ist.
Das Wort Avex ist eine Abkürzung der englischen Wörter Audio, Visual und Expert. Das Logo von „Avex“ bestand von 1992 bis 2000 aus einem schwarzen Oval mit einem „a“ in der Mitte. Seit 2000 ist es blau und besteht aus zwei verschieden großen Ovalen.

## Geschichte

### 1988 bis 1993
Das Unternehmen wurde von Masato „Max“ Matsuura bereits am 1. Juni 1973 registriert und nahm schließlich im April 1988 als Importeur und Größhändler für CDs unter dem Namen „Avex D.D., Inc.“ den Betrieb auf. 1989 übernahm Tatsumi Yoda die Position des Managers der Firma. Ein Jahr später im September 1990 gründete „Avex D.D.“ ein Ton- und Aufnahmestudio und die Plattenfirma „avex trax“ entstand. Als Herausgeber für die Produkte von „avex trax“ fungierte die ebenfalls 1990 von „Avex“ gegründete „Musique Folio Inc.“, die 1993 zu „Prime Direction Inc.“ umbenannt wurde. Erst drei Jahre nach der Gründung von „avex trax“ debütierte die erste Band des Labels TRF (Tetsuya Komuro Rave Factory) im Februar 1993 und konnte mit Euro-Dance-Sound große Erfolge feiern.
Ebenfalls 1993 gründete „Avex“ einen U.S.-Ableger des Unternehmens mit dem Namen AV Experience America Inc., welcher vor allem für die Vergabe von Lizenzen und als Betreiber von Tonstudios in den USA diente und seinen Sitz in New York City hatte. Ende Mai 2007 löste man die US-Tochter jedoch wieder auf. Ein Jahr später 1994 entstanden außerdem zwei Ableger für Großbritannien. Die beiden Labels, Rhythm Republic Ltd. und Avex U.K. Ltd., veröffentlichen hauptsächlich Dance-Remixes von den großen „avex“-Künstlern in Europa vor allem auf Schallplatten.

### 1994 bis 1998
Einen bedeutenden Aufschwung erlebte „Avex“ als Mitte der 1990er Jahre Dance- und Trance-Musik in Japan immer beliebter wurde. 1994 eröffnete das Unternehmen die größte Diskothek Asiens, das Velfarre, welches Anfang 2007 aufgrund sinkender Einnahmen geschlossen werden musste. Einen regelrechten Boom löste „Avex“ erste Hit-Sängerin Namie Amuro aus, die mit ihrem Dance-Pop zwischen 1995 und 1997 mehr als 10 Millionen CDs verkaufte.
Gemeinsam mit Sony eröffnete „Avex“ 1997 eine Reihe von Konzerthallen mit dem Namen Zepp im ganzen Land, wo regelmäßig Künstler beider Firmen auftreten. Einen weiteren Erfolg feierte das Unternehmen, als man mit Walt Disney Records und Hollywood Records eine Vereinbarung unterschrieb, dass „Avex“ zukünftig alle Veröffentlichungen der beiden Plattenfirmen in Japan abwickelte.
Im April 1998 feierte „Avex“ sein 10-jähriges Jubiläum und der bisherige Firmenname „Avex D.D.“ wurde aufgrund der vielen Umstrukturierungen der vorangegangenen Jahre in Avex Inc. geändert. Ebenfalls im April 1998 debütierte die junge Ayumi Hamasaki, die von Masato Matsuura im Velfarre-Club bereits 1997 entdeckt wurde, und wenig später zum zweiten weiblichen Superstar des Labels nach Namie Amuro aufstieg. Zudem gründete man im Juli 1998 die Avex Taiwan, Inc., die seitdem die Alben und Singles von „avex trax“ in Taiwan als Overseas-Versionen veröffentlicht.

### 1999 bis 2003
Anfang 1999 entstand mit Avex Mode außerdem ein eigenes Animationsstudio, welches bisher den Film Initial D: Third Stage veröffentlichte. Im Dezember desselben Jahres ging die „Avex Group“ schließlich an die Börse und änderte als neue Aktiengesellschaft Anfang 2000 ihr Logo zu dem heute bekannten blauen „a“. 2000 unterzeichnete man außerdem ein Abkommen mit der koreanischen Plattenfirma SM Entertainment. Seitdem veröffentlicht „avex trax“ erfolgreich Künstler von SM Entertainment (z. B. BoA) in Japan. Umgekehrt werden „avex trax“ Musik-CDs von SM Entertainment seit 2004 in Korea angeboten, womit man eine Lockerung der Handelssperre für japanische Unterhaltungsprodukte in Korea ausnutzte.
Später im Jahr 2001 eröffnete „Avex“ die „Avex Artists Academy“, eine Musik- und Tanzschule, in Tokio. Im selben Jahr erlebte die Aktie aufgrund des enormen Erfolgs von Ayumi Hamasakis A BEST-Album Höhenflüge. Nach diesem Höhepunkt gingen die Verkäufe des Labels jedoch deutlich zurück, weshalb man im März 2002 den ersten japanischen Kopierschutz für CDs CCCD einführte. Dieser war jedoch so unbeliebt, dass er im Dezember 2004 wieder verschwand. Anfang des Jahres 2002 gründete man außerdem die Avex Asia Holdings Inc. mit Sitz in Hongkong, die seither die Veröffentlichung von „avex trax“ in Hongkong und weiteren Regionen Südostasiens übernimmt. Später im Jahr 2003 eröffnete „Avex“ eine eigene Abteilung für Klassische Musik.

### 2004
Das turbulenteste Jahr für die „Avex Group“ folgte 2004, als sich im August Präsident Masato Matsuura und das Management rund um Tatsumi Yoda nicht mehr einig waren und sich zerstritten. Yoda forderte den Rücktritt von Matsuura, welcher jedoch von Ayumi Hamasaki Rückendeckung bekam, die ankündigte ihren auslaufenden Vertrag mit „Avex“ nicht zu verlängern, sollte Matsuura gehen müssen. Daraufhin drohte die Aktie des Unternehmens abzustürzen, da sich zu dieser Zeit Hamasaki für mehr als ein Drittel des Gewinns von „Avex“ verantwortlich zeichnete. Schließlich wurde Yoda von den Aktionären zum Rücktritt gebracht und sowohl Matsuura als auch Ayumi blieben bei „Avex“. Als Folge wurde die Firma erneut umstrukturiert und der Name zum aktuellen Avex Group Holding, Inc. geändert.
2004 bot „Avex“-Präsident Matsuura Ami Suzuki, die bis 2000 bei Sony große Erfolge feierte und 1999 Ayumi Hamasaki starke Konkurrenz machte, einen Vertrag an, nachdem er einen Auftritt von ihr auf dem Jahresfest ihrer ehemaligen Universität in Tokio sah.

### 2005 bis 2009
Mitte 2005 entstand nach neuerlichen Umstrukturierungen der Name Avex Entertainment Corporation, der jedoch nicht als offizieller Name des Unternehmens übernommen wurde. Zur selben Zeit ging das von „Avex“ entwickelte Internet-Download-Portal mu-mo an den Start, das seitdem nicht nur Downloads, sondern auch Merchandising von „Avex“-Künstlern anbietet. Zudem nahmen auch andere Portale wie iTunes „Avex“-Musik in ihr Angebot auf. Im September 2005 kündigte man weiters an, sämtliche Veröffentlichungen des Labels Aozora Records zu übernehmen, darunter Stars wie Hitomi Yaida.
Erfolge feierte man 2006 unter anderem mit der Neu-Entdeckung Ai Ōtsuka und mit den beiden Best-Of Alben von Kumi Koda, die bereits 2000 bei „avex trax“ aufgenommen wurde. Im September des gleichen Jahres begann die „Avex Group“ eine unterstützende Zusammenarbeit mit der chinesischen Talentagentur Chengtian Entertainment Group International Holding Company, Ltd., woraus der Ableger Avex China mit Sitz in Peking entstand, welcher ein festes Standbein für Avex im chinesischen Markt werden soll.
Trotz Erfolge musste „Avex“ im stagnierenden Musik-Markt Japans beim Gewinn einen Verlust von über 30 % im Geschäftsjahr 2006–2007 im Vergleich zum Jahr davor bei einer Umsatzsteigerung von 13 % hinnehmen. Daher versucht das Unternehmen zurzeit neue Märkte zu erschließen. Seit April 2007 übernimmt zum Beispiel die neugegründete Avex Marketing Inc. sämtliche Promotion und Vermarktung der „Avex“-Künstler und ist zusätzlich auch Herausgeber für alle Veröffentlichungen. Außerdem werden ab Oktober 2007 immer mehr Veröffentlichungen von DVD auf Blu-ray Disc und HD DVD umgestellt und das Format der Digital-Single wird auf Erfolg getestet. So wurde Ayumi Hamasakis Song Together When… im Dezember 2007 ausschließlich als Download veröffentlicht, während Ai Ōtsukas Konzert Love Is Born: 4th Anniversary 2007 im Januar 2008 auch auf Blu-ray Disc und HD DVD verkauft wird. Zudem werden die Beziehungen und Geschäfte im asiatischen Raum außerhalb Japans weiter ausgebaut.
Am 30. Juli 2008 veröffentlichte Namie Amuro ihre Kompilation „Best Fiction“, was sich über 1.840.000 mal verkaufte, dies gab Avex wieder einen Schwung nach oben. Außerdem veröffentlichte sie Ende 2009 ihr achtes Studioalbum „Past < Future“, was ein weiterer Erfolg wurde.

### 2010 bis 2019
Namie Amuro verkaufte „Past < Future“ über 575.000 mal und erreichte Platz 6. in den Orion Yearly End Charts und war somit das bestverkaufte Album bei Avex im Jahre 2010. Tohoshinki veröffentlichten im Februar 2010 ihre Kompilation „Best Selection 2010“, womit sie mit über 570.000 Verkäufen das 7. beste Album 2010 in Japan erreichten.
Am 24. November 2010 gab SM Entertainment bekannt, dass sie den Vertrag mit Avex verlängern, der Vertrag wäre sonst abgelaufen. Stars wie BoA, Tohoshinki, Tenjōchiki, Super Junior, J-Min oder f(x) würden sonst nicht mehr unter Vertrag bei Avex stehen.
AGHD ist (Stand: 2012) an der Frankfurter Börse unter der Tickernummer AX8 notiert.
Weitere K-Pop-Künstler von anderen Agenturen unterschrieben Verträge bei Avex, wie TVXQ von SM Entertainment (2006), 2NE1 von YG Entertainment (2010), Kim Hyung Jun von S-plus Entertainment (2011), After School von Pledis Entertainment (2011), U-KISS von NH Media (2011) und Shu-I von Yejeon Media (2011).
Am 21. Juli 2011 wurde bekannt gegeben, dass sich Avex mit dem koreanischen Management-Label YG Entertainment zusammengetan hat, um YGEX zu gründen.
Im Jahr 2012 begann die Gruppe damit, limitierte Veröffentlichungen, erstmals DRM-frei innerhalb Japans, auf Amazon MP3 zum Verkauf anzubieten. Max Matsuura und Toshio Kobayashi, die beiden größten Einzelaktionäre des Unternehmens, gründeten 2012 ihre eigenen Investmentgesellschaften, um ihre Anteile zu verankern.
Als Zeichen der Modernisierung zog die Avex Group im Oktober 2014 in den Izumi Garden Tower in Roppongi um. Das Unternehmen wurde in der 36. Etage angesiedelt – der ehemaligen Adresse von DWANGO.
Am 15. Februar 2017 stellte die Avex Group alle ausländischen Exporte von Blu-rays, DVDs und CDs ein, die unter ihrem Label Avex Pictures veröffentlicht wurden. Ein Sprecher sagte, dass diese Maßnahme aufgrund nicht näher genannter Rechteprobleme getroffen werden musste.

### Seit 2020
Im Jahr 2022 unternahm Avex einen erneuten Versuch, nach Nordamerika zu expandieren. Avex USA Inc. wurde in einem gemieteten Fünf-Zimmer-Haus in West Hollywood eröffnet und von Naoki Osada, einem Avex-Veteranen mit Erfahrung im amerikanischen Musikgeschäft, geleitet. Die Avex-Führung gab Osada fünf Jahre Zeit, um in den USA Erfolg zu haben. Das Haus wurde renoviert und enthält nun vier Aufnahmestudios. Das Label ist eine Partnerschaft mit Sony Music Publishing eingegangen, um seine Musik auch außerhalb Japans populär zu machen.

## Konzernstruktur
Der Konzern „Avex Group Holding“ besteht aus einer Reihe von Unterabteilungen, die verschiedene Geschäfte des Unternehmens ausführen.
Avex Entertainment Inc.:
Zuständig für die Produktion und Planung von Musik und Videos der Künstler. Außerdem übernimmt Avex Entertainment das Management aller Stars. Zur Abteilung gehören auch die Velfarre Entertainment Inc., die für das Management der zu „Avex“ gehörenden Diskotheken und Restaurants verantwortlich ist, und die M!DEA Inc., die das Planen von Video-Software übernimmt.
Avex Marketing Inc.:
Verantwortlich für Planung, Herstellung und Verbreitung der CDs und DVDs von „avex trax“. Zusätzlich leitet Avex Marketing das Online-Portal mu-mo und kümmert sich um sonstige Internet-Verbreitung von Musik und Videos, um die Homepages der Künstler und um die Fanclubs sowie das Merchandising.
Avex Live Creative Inc.:
Übernimmt die Planung, Produktion und Durchführung sämtlicher Live-Evente und Konzerte der Künstler und von „avex trax“ selbst.
Avex Planning & Development Inc.:
Zuständig für die Überprüfung der Inhalte der Veröffentlichungen und Entwicklung der Künstler (Image, Aussehen, …).
Avex Management Service Inc.:
Stellt Beratung und Hilfe im Bereich Management und Führung für alle Tochterunternehmen der „Avex Group“ zur Verfügung.

## Avex-Events
Seit 1993 veranstaltet „Avex“ jährlich Live-Events mit den wichtigsten „avex trax“-Künstlern. Seit 2002 gibt es jeden Sommer sogar eine Japan-weite Tour unter dem Namen a-nation.
- 1993: avex rave '93
- 1994: avex rave '94
- 1995: avex dance Matrix '95
- 1996: avex dance net '96
- 1997: avex dance carnival '97
- 1998: avex non-stop 150 h in velfarre
- 1999: avex summer festival '99
- 2000: avex summer paradise 2000
- 2001: avex rave 2001
- seit 2002: jährliche a-nation-Tour

## Bekannte Künstler (Auswahl)
Einige Künstler, die bei Avex Trax und den dazugehörigen Sub-Labels unter Vertrag stehen (alphabetisch geordnet), sind:
- 2NE1
- AAA
- After School
- Ai Ōtsuka
- Alan
- Ami Suzuki (seit 2005)
- Ana Johnsson
- Anna Tsuchiya
- Ayumi Hamasaki
- Beni Arashiro (2004 bis 2007)
- Big Bang
- BoA
- Bright (2007 bis 2013, aufgelöst)
- Do As Infinity
- Every Little Thing
- Exile
- F(x)
- Faky
- Gackt
- Globe
- Gummy
- Hinoi Team
- Hitomi (Hitomi Furuya)
- Hitomi Shimatani
- Janne Da Arc
- Kumi Kōda
- M-Flo
- Maki Gotō (seit 2009)
- May J. (seit 2009)
- Misono
- moumoon
- m.o.v.e
- Namie Amuro (1995 bis 2018, Ruhestand)
- Nana Tanimura
- Nightmare
- Olivia
- Psy
- Shanadoo
- Se7en (seit 2012)
- S.H.E
- Sifow
- Speed (seit 2003)
- Sunday
- Super Junior
- Tetsuya Komuro
- Tenjōchiki
- Tohoshinki

## Avex-Labels
Neben „avex trax“ gehören die folgenden Plattenlabels vollständig zur „Avex Group“:
- Avex Entertainment (z. B. AAA)
- Avex Mode
- Avex Trance
- Avex Tune (z. B. m.o.v.e)
- Avex Globe (z. B. Globe)
- Cutting Edge (z. B. Olivia)
- Rhythm Republic
- Rhythm Zone (z. B. TVXQ, m-flo, Exile, Kumi Koda und Tenjochiki)
- Espionage Records
- Disc Du Soleil
- Mad Pray Records (z. B. Anna Tsuchiya)
- Motorod Records
- Love Life Records (z. B. hitomi)
- Sonic Groove
- Tearbridge Records
- True Song Music (Das Label von Do As Infinitys Dai Nagao)
- J-more
- YGEX (2011 mit YG Entertainment aus Südkorea zusammengeschlossen)
- Dimension Point (gegründet 2013; z. B. Namie Amuro)